# Эбди, Ровена

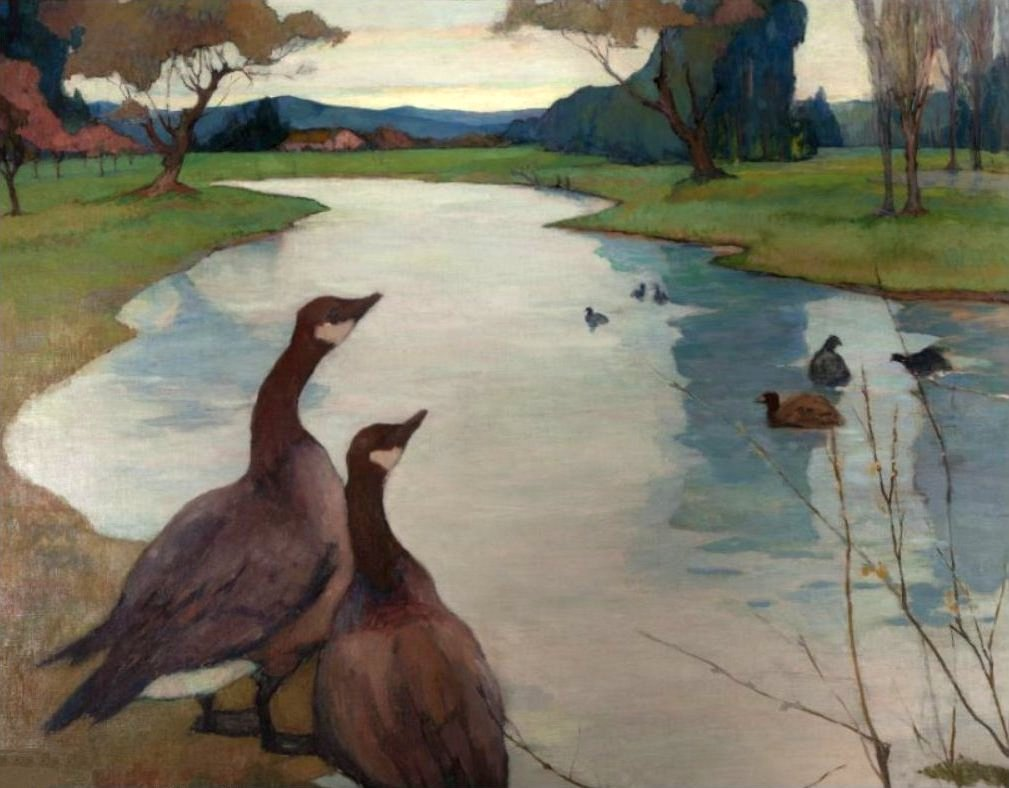
Дикие гуси, около 1925 г.

Ровена Эбди (англ. Rowena Fischer Meeks Abdy; 1887—1945) — американская художница-пейзажист.

## Биография
Родилась 24 апреля 1887 года в Вене, Австрия. Её родители — Джон и Анна Микс, были американцами. В течение одиннадцати лет после рождения дочери они жили в разных городах Европы — Вене, Дрездене, Париже и Лондоне. Затем вся семья переехала в Сан-Франциско, Калифорния, США.
Ровена обучалась в институте Mark Hopkins Institute of Art в Сан-Франциско. Здесь в 1906 году она познакомилась с художником Артуром Мэтьюсом.
9 октября 1910 года в Монтерее, Калифорния, Ровена вышла замуж за писателя Гарри Эбди (англ. Harry Bennett Abdy; 1868—1963). В 1915 году пара путешествовала на пароходе из Сент-Луиса, штат Миссури в Питтсбург, штат Пенсильвания. Здесь она познакомилась с художником Армином Хансеном (англ. Armin Hansen; 1886—1957). Много путешествовали с мужем по США — были в Нью-Йорке; купили дом в Monterey Peninsula в штате Калифорния; в 1917 году переехали в Сан-Диего, Калифорния. В 1919 году Ровена выставляла свои работы в галерее Helgesen Galleries в Сан-Франциско.
В основном она писала пейзажи с акцентом на ландшафты Северной Калифорнии. Работала акварелью и масляными красками. Её студия находилась в одном из районов Сан-Франциско — Рашен-Хилл, на улице Ломбард-стрит. Эту недвижимость она приобрела в 1921 году.
В середине 1920-х годов Ровена начала писать натюрморты и цветы. В 1926 году она выставляла свои картины в Калифорнийском дворце Почетного легиона. В том же году Эбди стала одним из основателей сообщества художников Club Beaux Arts в Сан-Франциско. В это же время, в 1927 году, она развелась со своим мужем. В течение 1930-х годов продолжала свою работу, посетила Италию, выставлялась в Сан-Франциско и Нью-Йорке.
Умерла 18 августа 1945 года в Сан-Франциско, Калифорния.

## Труды
Работы Ровены Эбди находятся во многих музеях США и частных коллекциях.